# Intimitat assetjada
Intimitat assetjada (títol original: Invasion of Privacy) és un thriller estatunidenc dirigit per Anthony Hickox, estrenat l'any 1996. Ha estat doblada al català.

## Argument
Repartint flors, Theresa coneix un cert Josh, un desconegut misteriós. L'enamorament l'empeny a instal·lar-se a casa d'ella. Ràpidament, resulta ser violent amb ella. Quan decideix trencar amb ell, descobreix que està embarassada. El comportament de Josh s'ennegreix encara més quan ella decideix avortar, segrestant-la.

## Repartiment
- Johnathon Schaech: Josh Taylor
- Mili Avital: Theresa Barnes
- Naomi Campbell: Cindy Carmichael
- David Keith: Sergent Rutherford
- Tom Wright: Devereux
- Charlotte Rampling: Deidre Stiles
- R.G. Armstrong: Mr. Logan
- Scott Wilkinson: Doctor Shuman